# Bonshaw Tower

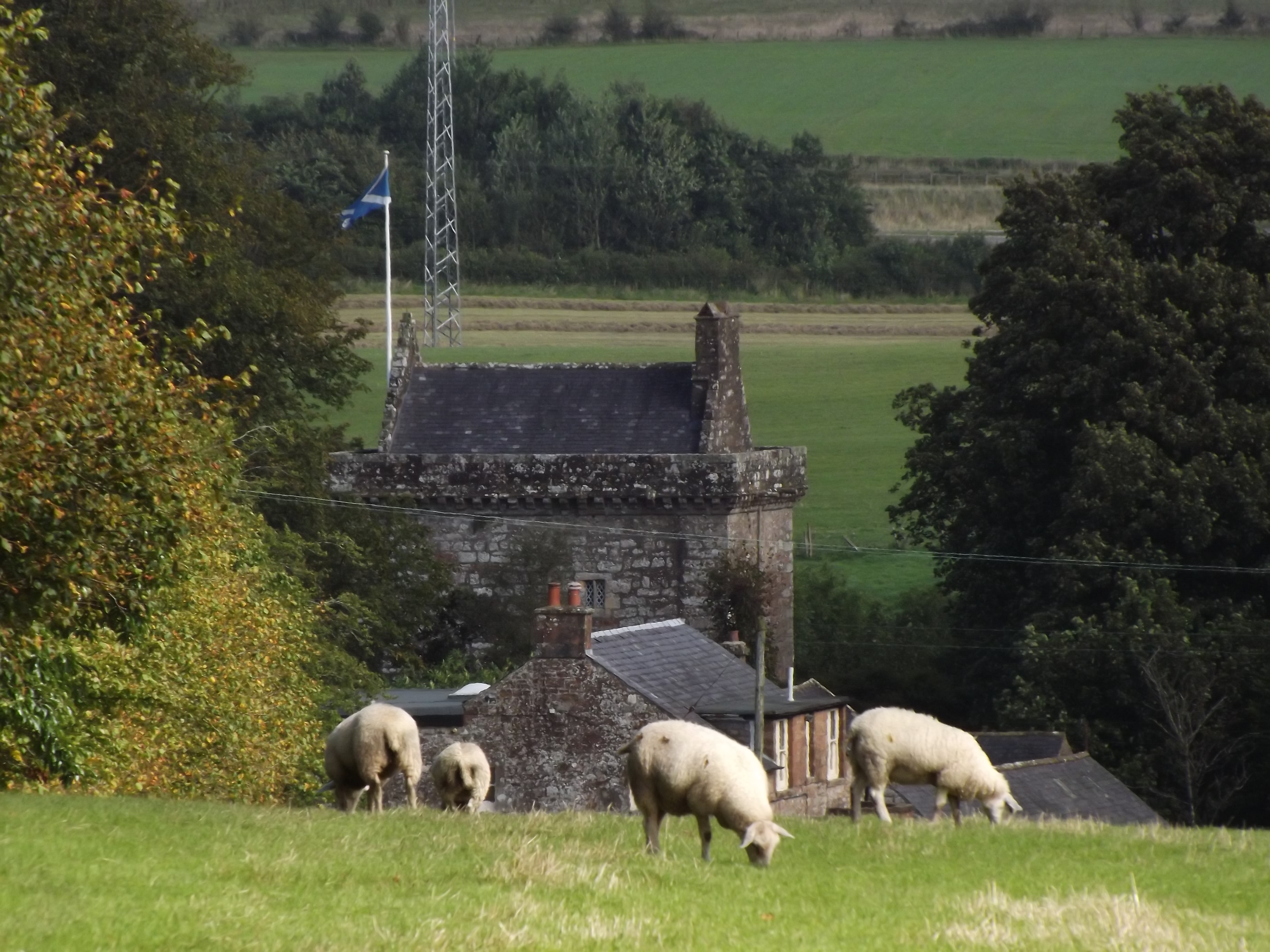
Bonshaw Tower

Bonshaw Tower ist ein Tower House in der schottischen Ortschaft Kirtlebridge in der Council Area Dumfries and Galloway. 1971 wurde das Bauwerk in die schottischen Denkmallisten in der höchsten Denkmalkategorie A aufgenommen.

## Beschreibung
Der von den Irvings errichtete Bonshaw Tower stammt vermutlich aus dem mittleren 16. Jahrhundert. Er ist neben Robgill Tower und Wooshouse Tower einer von drei Wehrtürmen im Umkreis von wenigen Kilometern in der Streusiedlung Kirtlebridge im Tal des Kirtle Water. Die drei Türme weisen architektonische Gemeinsamkeiten auf, auch ihre Grundflächen von durchschnittlich 10,4 × 7,6 m sind weitgehend identisch, wobei Bonshaw Tower knapp die größte Grundfläche aufweist.
Horizontale Schießscharten verlaufen oberhalb des Sockels des vierstöckigen Gebäudes. Bei den unregelmäßig angeordneten Fenstern handelt es sich entweder um kleine Zwillingsfenster oder um Schlitzfenster. Der schlichte auskragende Wehrgang ist mit Maschikuli versehen. Das aufsitzende Haus ist mit Staffelgiebeln und giebelständigem Kamin gestaltet. Ehemals schloss es mit einem steinernen Dach, das jedoch im Laufe des 19. Jahrhunderts zugunsten eines Schieferdaches abgenommen wurde. Das Steinmaterial fand als Boden eines landwirtschaftlichen Gebäudes Wiederverwendung.
In dem ebenerdigen Gewölbe ist eine Gefängniszelle abgetrennt. Eine Wendeltreppe an der Nordostkante führt über sämtliche Stockwerke und endet am Wehrgang. Einzelne Räume nehmen die gesamten Stockwerksflächen ein. In der großen Halle im ersten Obergeschoss tritt ein groß dimensionierter offener Kamin hervor. In dieselbe Fassade sind vier Fenster eingelassen. Der Raum misst 8,2 × 5,3 m bei einer Höhe von 3,1 m.